# Henri Milloux
Henri Milloux (Crépy-en-Laonnois, 13 de abril de 1898 – Bordeaux, 28 de junho de 1980) foi um matemático francês.
Milloux foi eleito em 1959 membro da Académie des Sciences. Foi palestrante do Congresso Internacional de Matemáticos em Zurique (1932) e Oslo (1936).